# オプティマテス
オプティマテス（羅: optimates）は、共和政ローマ末期の政治一派。日本語では閥族派、元老院派と呼ばれる。

## 概要
共和政ローマでは、長年にわたって元老院主導のもと政治が行われてきた。オプティマテスは元老院主導による政治体制の維持を図った者の総称であり、その名はラテン語の「良い」の最上級・オプティムス（optimus）に由来する。そのため「最良の人士」と訳されることもある。他にも「良き人々」を意味するボニ（boni）の表記も見られるが、この表記はマルクス・トゥッリウス・キケロの記した資料に登場するものであることに留意する必要がある。
オプティマテスと呼ばれる人には、元老院の多数派を占めるノビレス（新貴族）が多く見られ、ルキウス・コルネリウス・スッラやカト・ウティケンシス（小カトー）らが代表的なオプティマテスとされる。

## 現代の研究
ジャック・アミヨやモンテスキューらから始まり19世紀にかけて、ローマにおける対立は、彼らの時代の社会情勢から類推される二極構造が考えられてきた。つまり、元老院によるレス・プブリカを支持するものと、それに反対するものたちである。19世紀末頃からプロソポグラフィの手法が広まり、マティアス・ゲルツァーやエドゥアルト・マイヤーらによって、体制側も従来でいうポプラレスである穏健な人々（populus）を取り込む必要があり、個人的なつながり、つまりクリエンテスや親戚関係、取引関係によって多元的な政党が形成され、そのつながりは貴族から体制維持を望むボニにまで広がっていったと考えられており、現在ではあまり二極構造の研究はされなくなっている。
とはいえ、共和政末期に人々が相手をどう表現していたかを調べると、こうした個人的なつながりと共に、レス・プブリカ側かどうかを示すものが使われている。レス・プブリカ側には、「fortis（強い）」「bonus（良い）」「optimus（最上）」などが使われ、反対する者には「popularis（民衆的）」「seditiosus（反抗的）」「perditus（破壊的）」「hostis（公敵）」といった表現がされている。これらはキケロが多く使った表現ではあるが、一概に法廷でのレトリックとも言えず、当時のローマ人が、その人がどういった立ち位置の人間であるのかを非常に気にしていたことがうかがえるという。つまりローマ人は、体制側かそうでないかと、どういった個人的つながりがあるかの二つを常に意識しており、それらは社会危機が高まるにつれ更に目立つようになり、カエサル時代以降は、個人的なつながりにしか言及されなくなっていくという。